# Derry House Cemetery No.2
Derry House Cemetery No.2 is een Britse militaire begraafplaats met gesneuvelden uit de Eerste Wereldoorlog, gelegen in het Belgische dorp Wijtschate, een deelgemeente van Heuvelland. De begraafplaats ligt 1.575 m ten zuidoosten van het dorpscentrum. Ze werd ontworpen door William Cowlishaw en wordt onderhouden door de Commonwealth War Graves Commission. Het terrein bestaat uit twee delen met ertussen het Cross of Sacrifice en hebben samen een oppervlakte van 1.680 m², afgeboord door een bakstenen muur. In de zuidoostelijke hoek van het noordelijke deel van de begraafplaats staat nog een Duitse betonnen schuilplaats.
Er liggen 163 geïdentificeerde doden begraven.

## Geschiedenis
Wijtschate werd op 1 november 1914 door de Duitse troepen veroverd op Franse en Britse eenheden die het dorp toen samen verdedigden. De volgende dag werd het even heroverd door het Franse 16de Corps en de Britse cavalerie maar vanaf dan bleef het dorp tot juni 1917 in Duitse handen. Tijdens de Mijnenslag op 7 juni 1917 kwam het dorp terug in Britse handen tot 16 april 1918, toen het gedurende het Duitse lenteoffensief na 6 dagen strijd weer in Duitse handen kwam. Uiteindelijk werd het dorp definitief door de Britse troepen heroverd op 28 september 1918. De begraafplaats lag achter een hoeve die door de Royal Irish Rifles "Derry House" werd genoemd. Ze werd vanaf juni 1917 door een veldhulppost (Field ambulance) van de 11th Division als frontlijnbegraafplaats aangelegd en tot december 1917 gebruikt. In oktober 1918 werd het door de 2nd London Scottish terug in gebruik genomen. Het toen nog bestaande Derry House Cemetery No.1 werd later ontruimd.
Er liggen 126 Britten en 37 Australiërs begraven.
De begraafplaats werd in 2009 als monument beschermd.

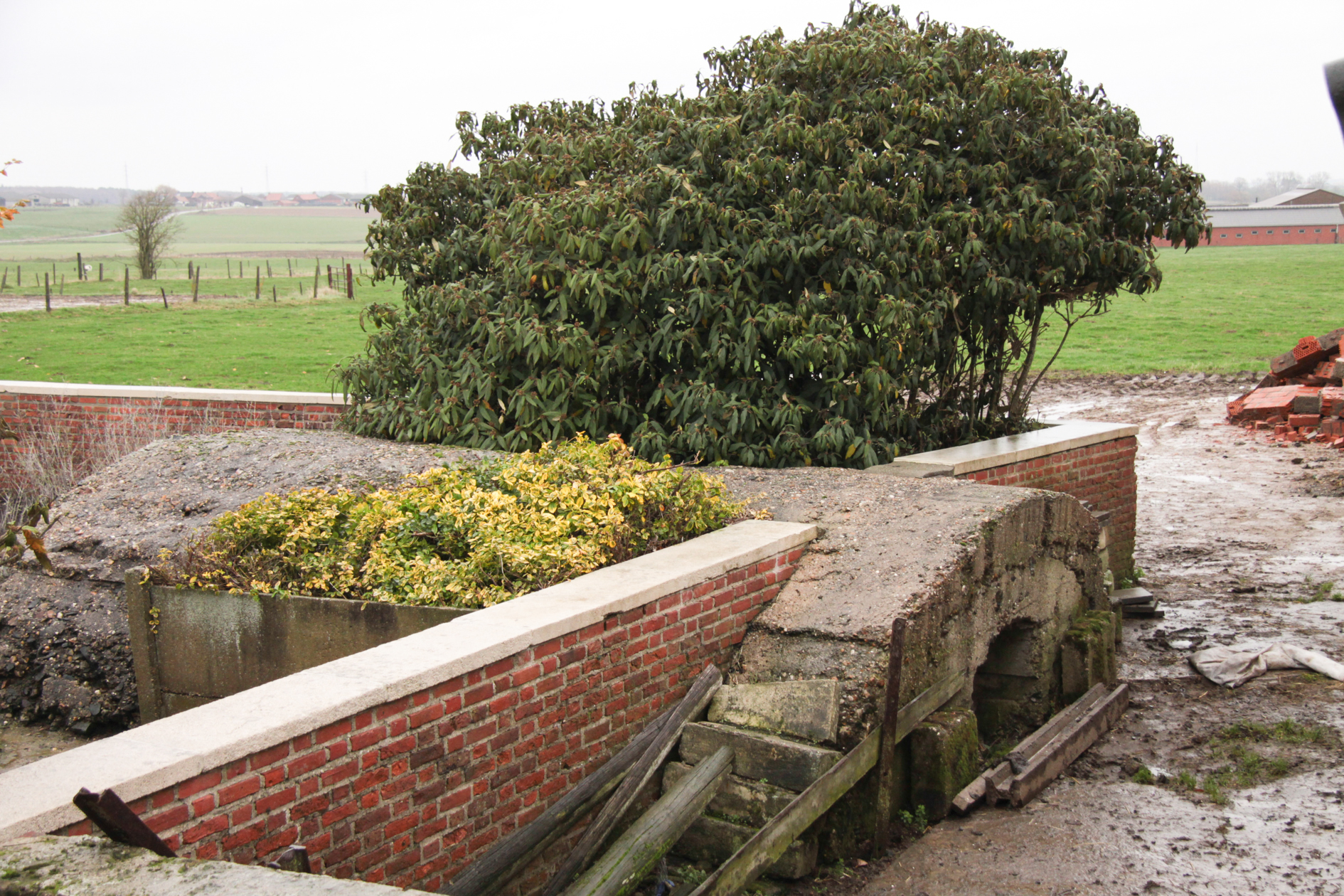
Duitse schuilbunker

## Graven
- Op 5 april 2016 werden de stoffelijke resten van drie Britse militairen herbegraven. Ze werden gevonden in een veld en omdat er geen persoonlijke kentekens meer waren konden ze niet geïdentificeerd worden.[2]

### Onderscheiden militairen
- Wilfrid Thomas Chaning-Pearce, kapitein bij het Royal Army Medical Corps werd onderscheiden met het Military Cross (MC).
- de sergeanten Horace Cecil Streeton en W.C. Wood en de korporaal Frederick William Broom ontvingen de Military Medal (MM).

### Aliassen
- korporaal Walter James Potts diende onder het alias R.W. Smith bij de Australian Infantry, A.I.F..
- soldaat Walter James Missingham diende onder het alias W.J. Soutar bij de Australian Infantry, A.I.F. en was 17 jaar toen hij op 12 augustus 1917 sneuvelde.